# 셰이크로트폴라 모스크
셰이크로트폴라 모스크(페르시아어: مسجد شیخ لطف‌الله)는 왕궁 알리 카푸(Ali Qapu)와 바로 마주하고 있는 아름다운 사원으로 1602년 아바스 1세가 그의 장인이며 시아파 지도자 중 한 사람인 셰이크 로트폴라(Sheikh Lotfollah)를 위해 만들었다. 이후 이맘 광장을 만들 때까지 왕족을 위해 사용했다. 아름답게 장식된 사원의 타일 장식은 눈을 뗄 수가 없을 정도이다. 돔의 엷은 파란 타일도 시간에 따라, 빛에 따라 멋지게 변화하며 그 아름다움을 더한다. 공사 기간만 20년 걸렸다고 하며 첨탑이나 정원이 없는 점이 다른 사원과 다른 점인데 오랜 왕조 시절 여자 왕족을 위한 시설이라고 한다. 일반인에게 얼굴이 보이지 않게 기도에 참석하도록 궁전과 사원을 연결하는 지하 터널을 만들어 출입하였다고 한다.